# Alcyonium palmatum
Alcyonium palmatum is een kolonie van zachte- of leerkoralen uit de onderorde Alcyoniidae (Orde Alcyonacea). 

## Bouw
Hij heeft vertakte kolonies die  50 cm hoog kunnen worden. De rechtopstaande kolonies hebben een geel, roze of paarsrode kleur. Zij zijn vastgehecht aan zandbodems, schelpen of aan rotsformaties in de Middellandse Zee en het Noordoosten van de Atlantische Oceaan. De kolonies komen voor in grotten en op schaduwrijke plekken tot op een  diepte van 200 meter. De witte doorschijnende poliepen worden tot 1 cm groot. Zij voeden zich met allerlei planktondiertjes. De poliepen in de kolonie hebben lange zakvormige magen die in het midden van de kolonie met elkaar in verbinding staan.